# Grand Prix de Gelsenkirchen
Grand Prix de Gelsenkirchen är ett travlopp för femåriga och äldre hingstar/valacker och ston som äger rum i oktober på Gelsentrabpark i Gelsenkirchen i Tyskland. Det är ett Grupp 2-lopp.
Loppet körs över 2600 meter på banan Gelsentrabpark, med autostart. Den samlade prissumman är 54 000 euro, och 25 000 euro i första pris.  
Loppet körs som en mindre version av storloppet Elite-Rennen som kördes på Gelsentrabpark mellan åren 1972-2004.
Loppet ingår i serien Tour Europeen du Trotteur Francais.
Loppet kördes för första gången 2015 och vinnaren av loppet var Solea Rivelliere som tränas av Philippe Dauegard och kördes av Philippe Dauegard.

## Vinnare
| År   | Häst                                              | Far                                               | Kusk                                              | Tränare                                           | Distans                                           | Tid/km                                            | Tvåa               | Trea            |
| ---- | ------------------------------------------------- | ------------------------------------------------- | ------------------------------------------------- | ------------------------------------------------- | ------------------------------------------------- | ------------------------------------------------- | ------------------ | --------------- |
| 2023 | Cash du Rib                                       | Ready Cash                                        | Jean Loic Claude Dersoir                          | Jean Loic Claude Dersoir                          | 2 600 m                                           | 1'15"5                                            | Easton Of My Life  | Ce Bello Romain |
| 2022 | Ecureuil Jenilou                                  | Village Mystic                                    | Gwenn Junod                                       | Louis Baudron                                     | 2 600 m                                           | 1'13"1                                            | Eclat de Gloire    | Diablo du Noyer |
| 2021 | Express Jet                                       | Goetmals Wood                                     | Thomas Panschow                                   | Tomas Malmqvist                                   | 2 600 m                                           | 1'14"1                                            | Colonel            | Cyriel d'Atom   |
| 2020 | Inställt p.g.a. den pågående coronaviruspandemin. | Inställt p.g.a. den pågående coronaviruspandemin. | Inställt p.g.a. den pågående coronaviruspandemin. | Inställt p.g.a. den pågående coronaviruspandemin. | Inställt p.g.a. den pågående coronaviruspandemin. | Inställt p.g.a. den pågående coronaviruspandemin. |                    |                 |
| 2019 | Discovry Dry                                      | Goetmals Wood                                     | Tony Le Beller                                    | Tony Le Beller                                    | 2 600 m                                           | 1'14"9                                            | Billie de Montfort | Balando         |
| 2018 | Billie de Montfort                                | Jasmin de Flore                                   | Hugo Langeweg j:r                                 | Sébastien Guarato                                 | 2 600 m                                           | 1'13"3                                            | Valko Jenilat      | Anna Mix        |
| 2017 | Bird Parker                                       | Ready Cash                                        | Jos Verbeeck                                      | Philippe Allaire                                  | 2 600 m                                           | 1'14"6                                            | Swedishman         | Bon Copain      |
| 2016 | Swedishman                                        | Gogo                                              | Clément Duvaldestin                               | Thierry Duvaldestin                               | 2 600 m                                           | 1'14"7                                            | Solea Rivelliere   | Sierra Leone    |
| 2015 | Solea Rivelliere                                  | Calife de Noues                                   | Philippe Dauegard                                 | Philippe Dauegard                                 | 2 600 m                                           | 1'13"2                                            | Roller Quick       | Sierra Leone    |